# 吕德维·瓦扬
吕德维·瓦扬（法語：Ludvy Vaillant，1995年3月15日—），法国男子田径运动员，2018年地中海运动会男子400米栏金牌得主、2022年地中海运动会男子400米栏银牌得主、2023年世界田径锦标赛男子4×400米接力银牌得主。